# James Dobson
Pour les articles homonymes, voir Dobson.
James Dobson est un leader évangélique et un psychologue, né le 21 avril 1936 à Shreveport, en Louisiane. Il a été président de Focus on the Family de 1977 à 2003.

## Biographie
Il a étudié au Pasadena College et a obtenu un doctorat en psychologie de l’université de Californie du Sud en 1967.

### Carrière
En 1967, il est devenu professeur clinique de pédiatrie à la faculté de médecine de l'université de Californie du Sud pendant 14 ans.
En 1977, il a fondé Focus on the Family. Il en a été le président jusqu'en 2003.
En 1983, il a fondé le Family Research Council pour étudier la sociologie des questions relatives aux valeurs familiales. 
Il a été l'une des principales figures de la droite évangélique aux États-Unis, et défend une stricte orthodoxie sur des sujets liés à l'avortement, l'homosexualité, le mariage, l'éducation et le pluralisme.